# قطعنامه ۶۹۹ شورای امنیت
قطعنامه  ۶۹۹ شورای امنیت سازمان ملل متحد که در تاریخ ۱۷ ژوئن ۱۹۹۱ تصویب شد، سندی بین‌المللی دربارهٔ عراق است. این قطعنامه طی نشست ۲۹۹۴ام با ۱۵ رای موافق، ۰ مخالف و ۰ ممتنع تصویب شد.